# 最小兄弟会圣额我略堂
最小兄弟会圣额我略堂（法语：Église Saint-Grégoire des Minimes）是法国图尔的一座历史建筑，位于图尔市中心区。它最初是最小兄弟会修道院的小圣堂，现在属于圣庇护十世司铎兄弟会的圣玛尔定修院，仍采用脱利腾弥撒。

## 历史
该堂起源于最小兄弟会（Minimes）在1483年创办的聖方濟各保拉修院（couvent de Saint François de Paule），最初设于图尔郊外拉里什的普莱西斯城堡（Château de Plessis-lez-Tours）附近。1627年搬迁到图尔新建的修院，作为图尔教区的大修院。
法国大革命期间教会财产被没收。该建筑于1919年列为法国历史古迹，在欧洲遗产日对外开放。

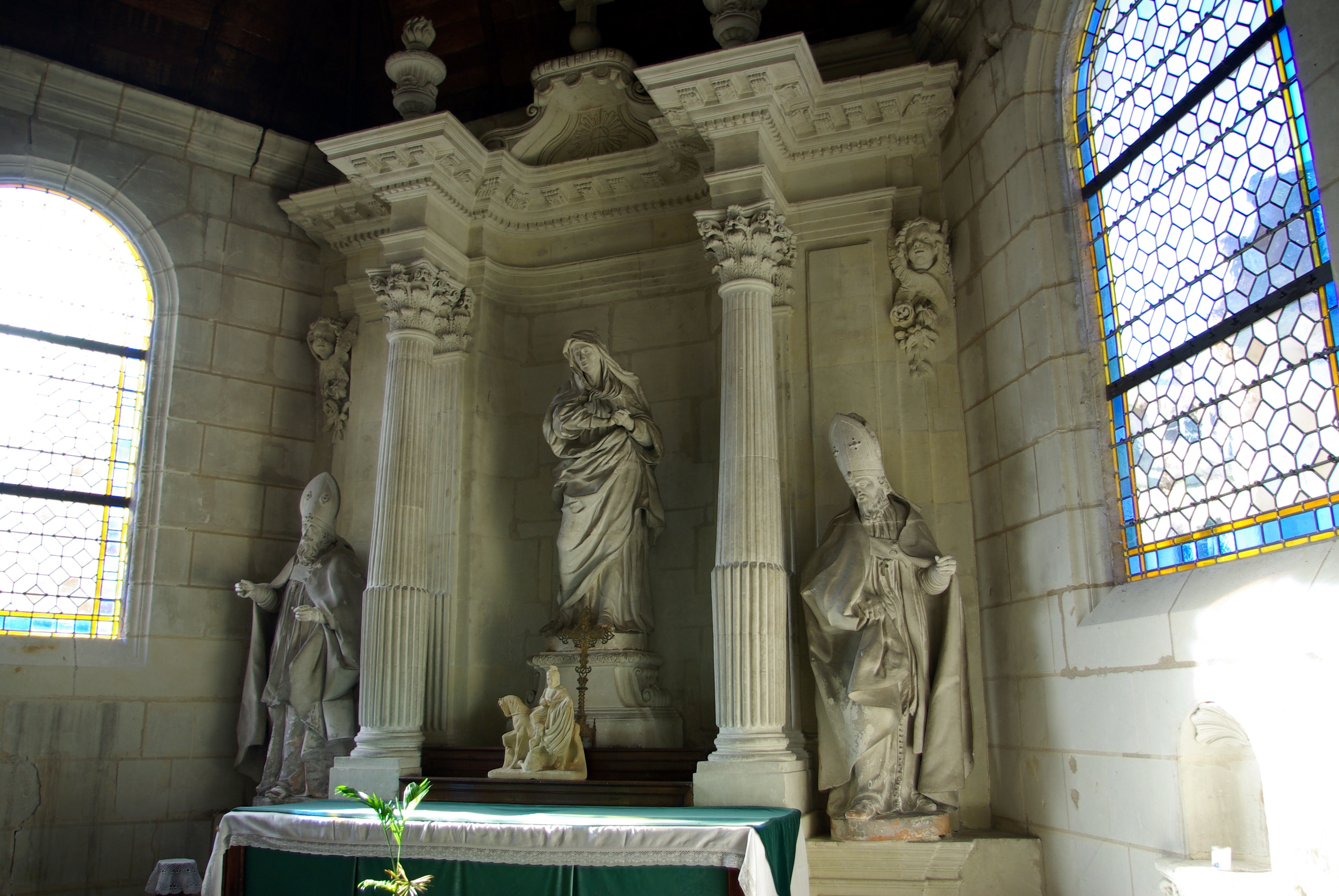
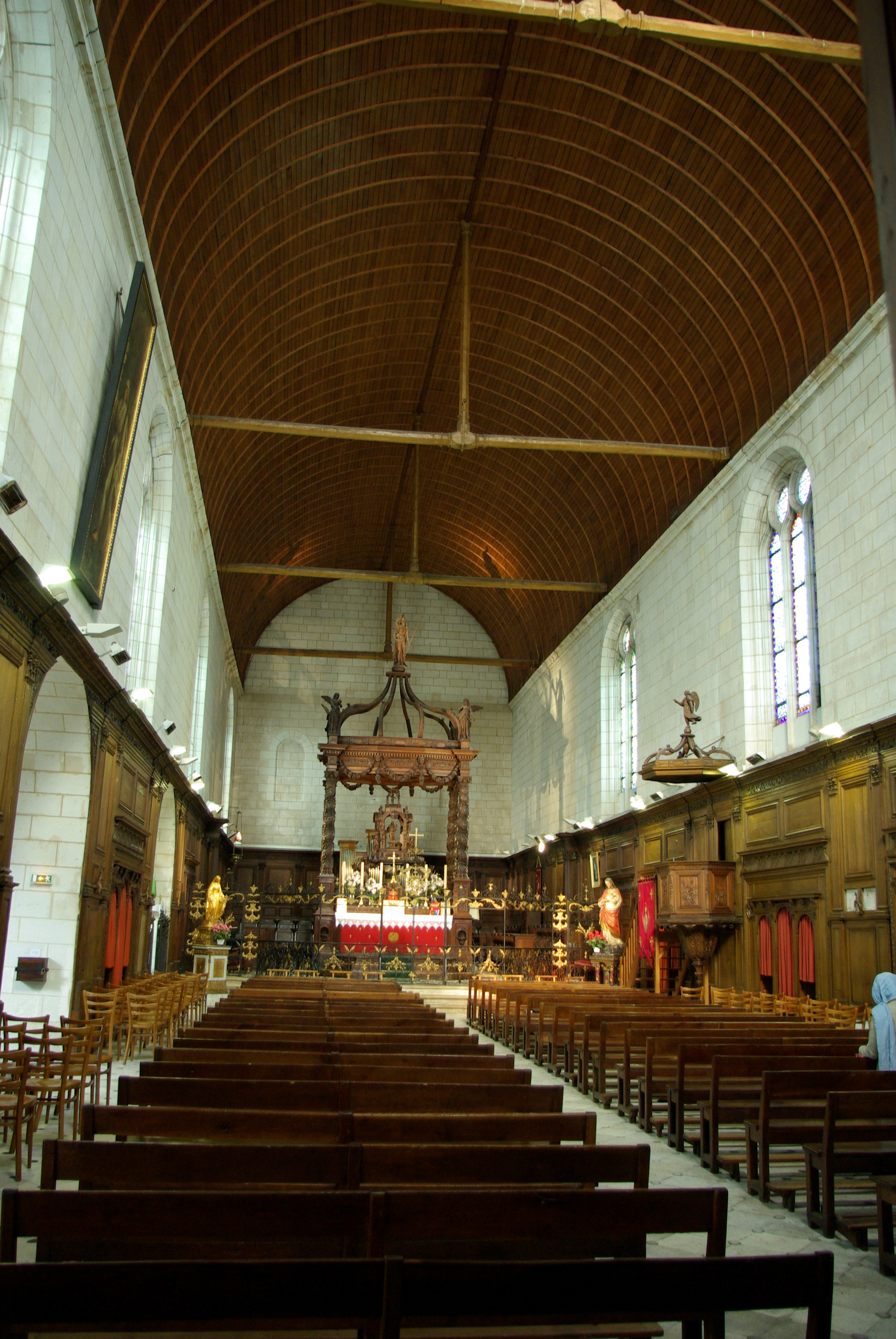
内部